# Лихтенхайн, Теодор
Теодор Лихтенхайн (нем. Theodor Lichtenhein; 1829, Кёнигсберг — 19 мая 1874, Чикаго) — американский шахматист.
Научился играть в шахматы в возрасте 12 лет. Состоял в Кёнигсбергском шахматном клубе, некоторое время занимал пост президента организации.
Получил медицинское образование, поступил на службу в Прусскую армию. В 1851 году переехал в США. Занимался оптовой торговлей.
Во время Гражданской войны в звании майора служил в 58-м Нью-Йоркском добровольческом полку. Был военным корреспондентом газеты "Frank Leslie's Illustrated Newspaper".
Бронзовый призер 1-го американского шахматного конгресса.

## Спортивные результаты
| Год  | Город       | Соревнование | +     | −       | =       | Результат                | Место |
| ---- | ----------- | --- | ----- | ------- | ------- | ------------------------ | ----- |
| 1857 | Нью-Йорк    | 1-й американский шахматный конгресс 1/8 финала, матч против Ч. Г. Стэнли 1/4 финала, матч против Ф. Перрина 1/2 финала, матч против П. Морфи Матч за 3-е место против Б. Рафаэля | 3 0 3 | 2 0 3 0 | 0 0 1 0 | 3 : 2 3 : 0 ½ : 3½ 3 : 0 | 3     |
| 1859 | Нью-Йорк    | Серия партий с П. Морфи | 2     | 3       | 1       | 2½ : 3½                  |       |
| 1860 |             | Матч Нью-Йорк — Бруклин (против Ф. Перрина) | 1     | 1       | 0       | 1 из 2                   |       |
| 1861 | Филадельфия | Матч с Х. Ф. Монтгомери |       |         |         | 7½ : 2½                  |       |